# Duguetia longicuspis
Duguetia longicuspis är en kirimojaväxtart som beskrevs av George Bentham. Duguetia longicuspis ingår i släktet Duguetia och familjen kirimojaväxter. Inga underarter finns listade i Catalogue of Life.